# Tu amor cayó del cielo
«Tu amor cayó del cielo» es el último sencillo lanzado por Anahí en el 2001 para promover su cuarto álbum de estudio, Baby blue. Fue su último sencillo como solista antes de entrar al grupo mexicano RBD.

## Video musical
El video fue grabado en 2001 en el parque Epcot dentro del Walt Disney World Resort.
- Datos: Q6153589